# Isle of Dogs
Isle of Dogs là một bán đảo trước đây thuộc East End của Luân Đôn, Anh. Isle of Dogs bao quanh ba mặt (đông, tây và nam) bởi một trong đoạn uốn khúc lớn nhất của sông Thames. Đây là vùng thuộc Đại Luân Đôn.

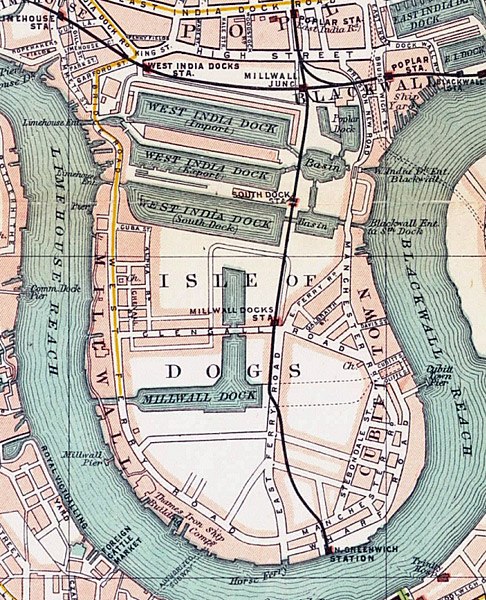
Isle of Dogs năm 1899, với thành công thương mại phát triển cao độ